# Генеральское (Ростовская область)
Генера́льское — село в Родионово-Несветайском районе Ростовской области.
Входит в состав Волошинского сельского поселения.

## Население
| 2010 |
| ---- |
| 802  |

## Улицы
| - ул. В. Терешковой, - ул. Ворошилова, - ул. Звёздная, - ул. Звездова, - ул. Клубная, - ул. Ленина, - ул. Лесная, | - ул. Луговая, - ул. Набережная, - ул. Панорамная, - ул. Садовая, - ул. Сказочная, - ул. Советская, - ул. Тузловая, | - пер. Клубный, - пер. Северный, - пер. Солнечный, - пер. Уютный, - пер. Школьный, - пер. Южный. |